# Jean-Baptiste Mac Nemara
Jean-Baptiste Mac Nemara, baron du Mung, seigneur de la Rochecourbon, Tourfou, Moullet et autres lieux, né en 1687 ou 1688, mort le 18 octobre 1756 à Rochefort (Charente-Maritime), est un officier de marine et planteur esclavagiste français d'origine irlandaise.

## Biographie

### Origines et famille
Bien qu'il soit lié par mariage à la communauté des Irlandais de Nantes, il faut le différencier, ainsi que ses proches, des membres d'une autre famille Mac Namera installée à Nantes, issue de Jacques Mac Namera de Limerick.
Il est le fils de Jean Mac Nemara (mort en 1732), un gentilhomme irlandais, réfugié jacobite, d'abord installé à Lorient, et de Catherine Saint-Jean (morte en 1774). De cette union naitront deux fils.
Son frère, Claude Matthieu Mac Nemara, fera également carrière dans la Royale, il terminera sa carrière avec le grade de capitaine de vaisseau, et chevalier de l'ordre de Saint-Louis.
En 1713, Jean-Baptiste épouse à Nantes, dans la chapelle du château des Dervallières, Julienne Stapleton, riche héritière de Jean Ier Stapleton, un Irlandais de Nantes, propriétaire de plantations à Saint-Domingue dont Jean-Baptiste héritera à la mort de sa femme.
Devenu veuf en 1748, il se remarie le 25 août 1754 au Mung avec Marie-Catherine Larcher, elle-même veuve d'André Martin de Poinsable, ancien gouverneur de la Martinique. Quand celle-ci arrive des îles, elle amène avec elle quatre esclaves lui appartenant : Tarquin (25 ans), Bengale (14 ans), Magloire (22 ans), et Henriette (19 ans).
La petite-fille de Mac Nemara, Julie Catherine de Turpin de Jouhé, épouse le 1er décembre 1779, à Rochefort, Nicolas Henri de Grimouard (1743-1794), futur contre-amiral.

### Carrière dans la marine royale
Page du duc de Bourbon, il entre dans la Marine royale en 1708 avec le grade de garde-marine. Il embarque en 1710 sur le vaisseau L'Atalante dans l'expédition de Du Clerc contre Rio de Janeiro. Blessé et fait prisonnier le 19 septembre 1710, il est libéré deux ans plus tard, en 1712 et promu lieutenant de frégate. En 1713, au moment de son mariage, Jean-Baptiste Mac Nemara est lieutenant de frégate, enseigne d'une compagnie de la marine et commissaire aux vivres de la Marine à l'arsenal de Rochefort.
Enseigne de vaisseau en 1721, il se distingue lors de plusieurs campagnes aux Antilles, en 1727-1728, 1730-1731, 1739-1740, 1741-1742 et 1744, ce qui lui vaut d'être promu lieutenant de vaisseau en 1734.
Commandant des gardes marines à Rochefort en 1745, il commande une division avec laquelle il se comporte brillamment. Chef d'escadre en 1748, il est nommé en 1750 commandant de la première escadre d'évolution avant d'être promu lieutenant général des armées navales en 1752.
Commandant de la Marine à Rochefort de 1751 à 1756, il commande, en 1755, une escadre de six vaisseaux et trois frégates convoyant les renforts d'Emmanuel Auguste Dubois de La Motte vers la Nouvelle-France (Canada).
Le 17 octobre 1756, il est nommé vice-amiral commandant de la flotte du Ponant, poste honorifique qu'il n'occupe que peu de temps puisqu'il décède le lendemain de sa nomination. Il est remplacé à ce poste par le comte de Brienne.

### Propriétés foncières
Avec les revenus des importantes plantations coloniales dont il devient propriétaire grâce à ses deux mariages, il acquiert au fil des ans un important patrimoine immobilier.
En 1719, il achète à Rochefort une maison pour 4 500 livres, située rue des Fonderies (actuelle rue de la République). Puis, autour de 1730, il fait construire dans la même rue un hôtel particulier. La façade de cette immeuble situé 56 rue de la République sera remaniée en 1770 par l'architecte Giovanni Antonio Berinzago. Il sera vendu par la famille Mac Nemara en 1789.

Hôtel Mac Nemara à Rochefort
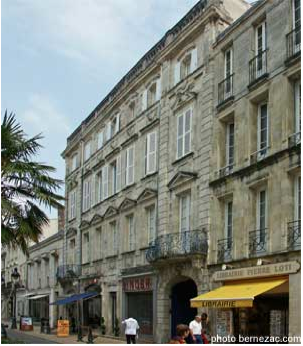
Façade principale.
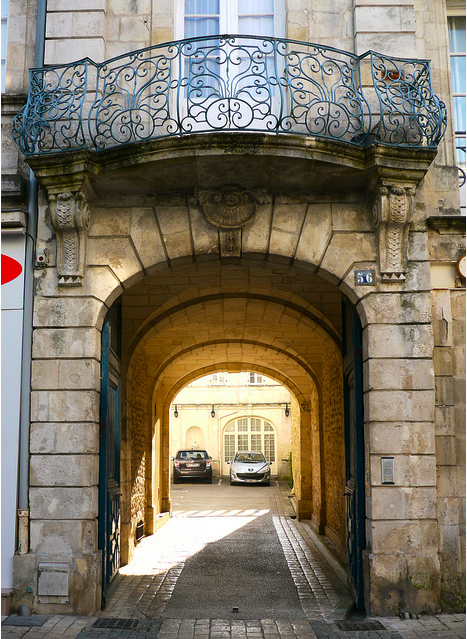
Porche.
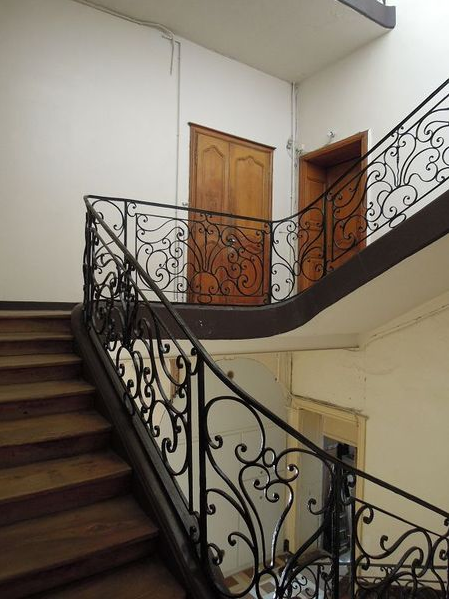
Escalier.

En 1747, il achète le château du Mung, à proximité de Saint-Savinien-sur-Charente.
Enfin, en 1756, peu avant son décès, il achète le château de la Roche-Courbon pour la somme de 130 000 livres (équivalent à 2.200.000 euros actuels).

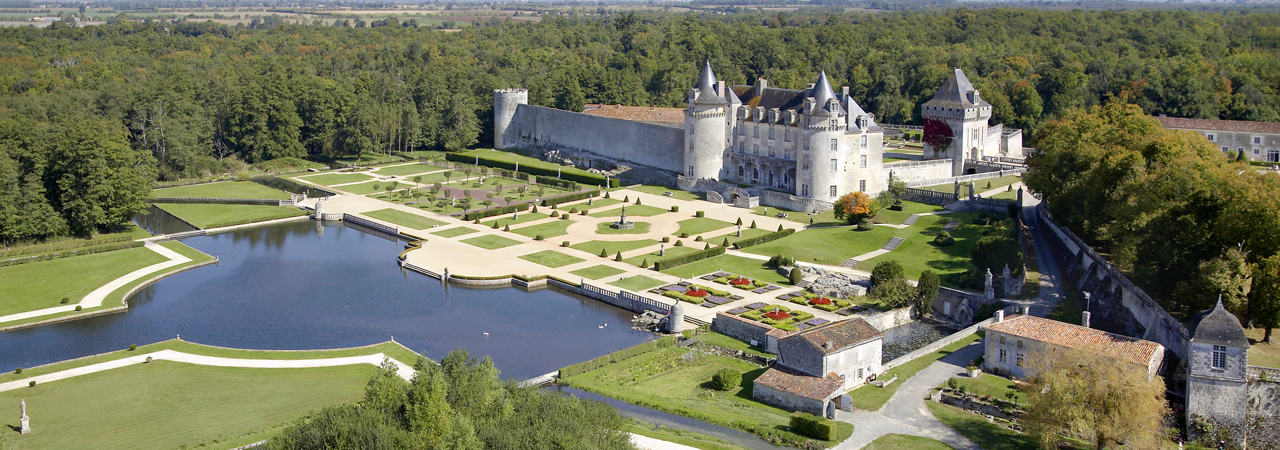
Château de la Roche-Courbon.

### Esclavagiste
Par ses deux mariages avec des filles de colons, Mac Nemara possédait des plantations à Saint-Domingue et en Martinique. De même, bien que l'esclavage soit interdit sur le sol de France depuis l'édit de 1315, des ordonnances de dérogations ont permis à Mac Nemara d'avoir plusieurs esclaves à son service personnel à Rochefort.

### Sources et bibliographie

#### Ouvrages récents
- Michel Vergé-Franceschi, La Marine française au XVIIIe siècle : guerres, administration, exploration, Paris, SEDES, coll. « Regards sur l'histoire », 1996, 451 p. (ISBN 2-7181-9503-7)
- Michel Vergé-Franceschi (dir.), Dictionnaire d'histoire maritime, Paris, éditions Robert Laffont, coll. « Bouquins », 2002, 1508 p. (ISBN 2-221-08751-8 et 2-221-09744-0, BNF 38825325)
- Étienne Taillemite, Dictionnaire des marins français (nouvelle édition revue et augmentée), Paris, éditions Tallandier, 2002, 573 p. (ISBN 2-84734-008-4)
- Jean Meyer et Martine Acerra, Histoire de la marine française : des origines à nos jours, Rennes, Ouest-France, 1994, 427 p. [détail de l’édition] (ISBN 2-7373-1129-2, BNF 35734655)
- Rémi Monaque, Une histoire de la marine de guerre française, Paris, éditions Perrin, 2016, 526 p. (ISBN 978-2-262-03715-4)
- Patrick Clarke de Dromantin, Les réfugiés jacobites dans la France du XVIIIe siècle, Pessac, Presses universitaires de Bordeaux, 2005, 525 p. (ISBN 2-86781-362-X, lire en ligne)

#### Ouvrages anciens
- Onésime Troude, Batailles navales de la France, t. 1, Paris, Challamel aîné, 1867-1868, 453 p. (lire en ligne)
- Charles de La Roncière, Histoire de la Marine française : Le crépuscule du Grand règne, l’apogée de la Guerre de Course, t. 6, Paris, Plon, 1932, 674 p. (lire en ligne)
- Georges Lacour-Gayet, La Marine militaire de la France sous le règne de Louis XV, Honoré Champion éditeur, 1902, édition revue et augmentée en 1910 (lire en ligne)